# Space Warrior Baldios
Space Warrior Baldios (japanska: 宇宙戦士 バルディオス, Uchū senshi Baldios) är en animeserie som sändes mellan 1980 och 1981 i japansk tv. Serien var tänkt att bli 39 avsnitt men avbröts i förtid och blev endast 34 avsnitt, varav 32 sändes på tv.
Kentaroh Haneda har gjort musiken till tv-serien.
Serien fick också en alternativ avslutning i form av en film, Revenge of the Space Warriors. Filmen spelades in i en kortare och en längre version, varav den längre släpptes i Sverige.